# Typhulochaeta
Typhulochaeta — рід грибів родини борошнисторосяних грибів (Erysiphaceae). Назва вперше опублікована 1915 року.

## Класифікація
До роду Typhulochaeta відносять 5 видів:
- Typhulochaeta alangii
- Typhulochaeta coriariae
- Typhulochaeta couchii
- Typhulochaeta japonica
- Typhulochaeta koelreuteriae